# Galeria Dominikańska

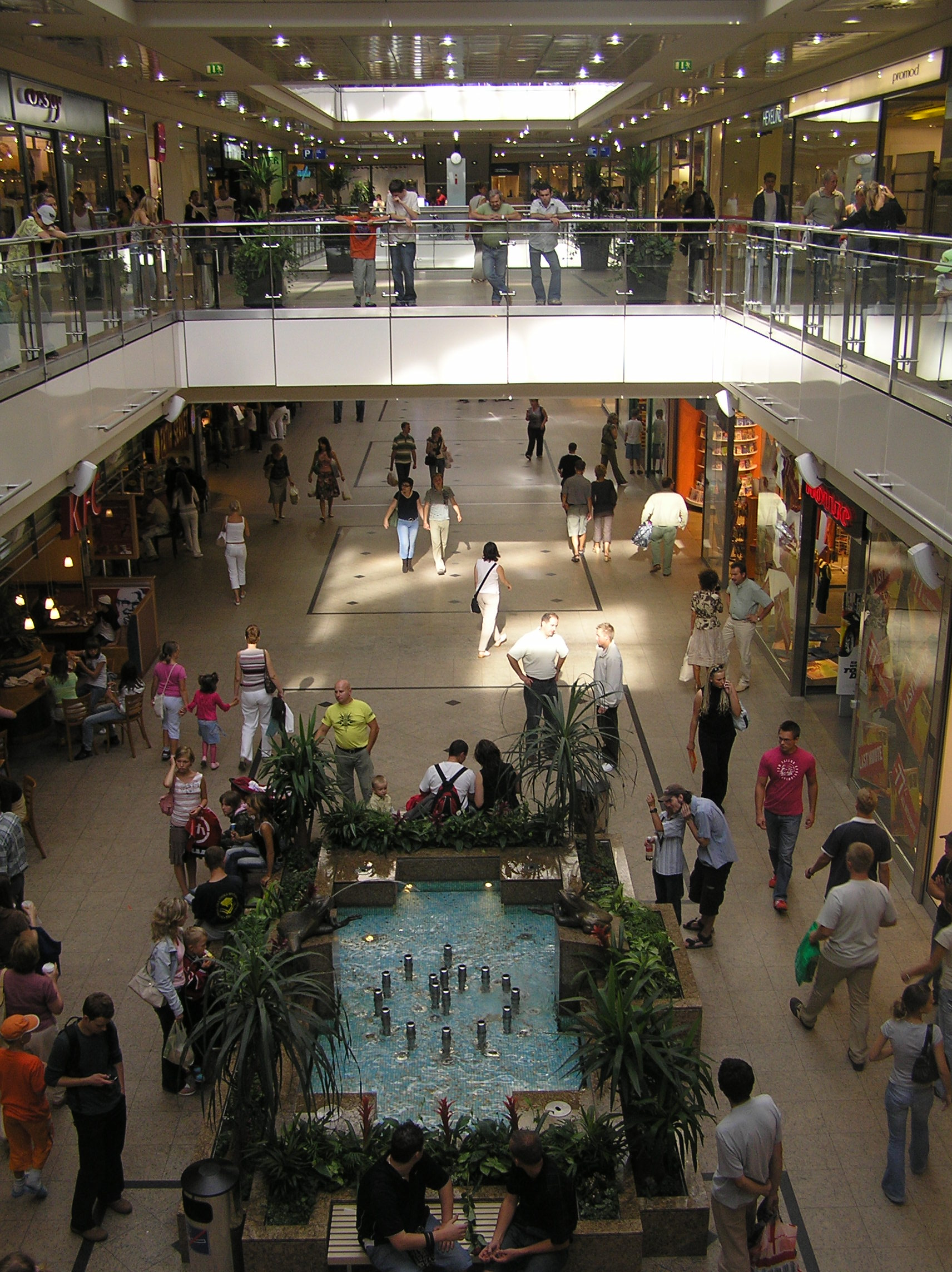
Wnętrze Galerii Dominikańskiej, widok z poziomu 2

Galeria Dominikańska – centrum handlowe zlokalizowane pomiędzy Placem Dominikańskim oraz ulicami: błogosławionego Czesława i Oławską, w centralnej części Wrocławia. Zaprojektowane w stylu postmodernistycznym.
Centrum handlowe zostało otwarte 17 sierpnia 2001 roku i w tym samym roku wyróżnione przez Stowarzyszenie Architektów Polskich nagrodą w dziedzinie architektury. Była to pierwsza zagraniczna inwestycja niemieckiej firmy ECE, firma ta jest jednocześnie deweloperem i zarządcą tej galerii.
W kompleksie działa ponad 100 sklepów. Powierzchnia handlowa wynosi 32 900 m² i mieści się na 3 kondygnacjach, na trzypoziomowym parkingu, którego najwyższy poziom znajduje się na dachu budynku jest ok. 900 miejsc parkingowych. W budynku jest 2500 m² powierzchni biurowej. W budynku mieści się również hotel Mercure Panorama, należący do francuskiej grupy hotelowej Accor.
W 2013 roku Galeria zmieniła właściciela z  ECE Projektmanagement Polska na Atrium European Real Estate. W 2021 roku akcjonariusze zgodzili się na połączenie firmy Atrium ze spółką należącą do Gazit Globe – Gazit Hercules 2020. 

## Wydarzenia specjalne
W Galerii Dominikańskiej odbywają się wydarzenia specjalne, mające na celu zachęcenie większej liczby potencjalnych klientów do odwiedzenia centrum handlowego. Zorganizowano m.in. wystawę Retro Games, podczas której można było zobaczyć ponad 40 modeli komputerów znanych z lat 80 i 90. Galeria Dominikańska zorganizowała także Weekend z cosplayerami. Zainteresowani mogli sobie robić zdjęcia z cosplayerami na tle dedykowanej ścianki z hasłem reklamowym centrum handlowego.